# Lucía Topolansky
Lucía Topolansky Saavedra (ur. 25 września 1944 w Montevideo) – senator, żona byłego prezydenta Urugwaju José Mujiki, działaczka polityczna. Po rezygnacji ze stanowiska Raúla Sendica Rodrígueza, została, we wrześniu 2017 roku, wiceprezydent Urugwaju, funkcję pełniła do końca kadencji Tabaré Vázqueza 1 marca 2020.

## Życiorys
W linii męskiej jest potomkinią polskich imigrantów, rodzina była zniemczona, w jej domu rodzinnym nie mówiło się po polsku. Jej dziadek pochodził z Krakowa, a ojciec urodził się w Budapeszcie, następnie studiował w Wiedniu, wyemigrował do Urugwaju za pracą, był inżynierem i przedsiębiorcą.  Po tym, jak jej ojciec został współpracownikiem w firmie budowlanej, przenieśli się do Punta del Este, ale wkrótce potem wrócili do Montevideo, gdy rząd Urugwaju sprzeciwił się rządowi ówczesnego prezydenta Argentyny Juana Peróna, powodując, że zakazał on obywatelom Argentyny spędzania wakacji w Urugwaju, co doprowadziło do bankructwa firmy jej ojca. Po powrocie do Montevideo jej ojciec zachorował na nowotwór, pozostawiając rodzinę w krytycznej sytuacji ekonomicznej i uzależniając się od jej dziadka, ówczesnego sędziego pokoju Enrique Saavedra Barrozo, który wspierał rodzinę w wydatkach edukacyjnych.
W dzieciństwie uczyła się w College Sacré Cœur de las Hermanas Dominicas w Montevideo wraz ze swoją siostrą bliźniaczką. Następnie wstąpiła do Instytutu Alfredo Vásqueza Acevedo, gdzie była częścią gildii studenckiej, a ostatecznie studiowała architekturę na Uniwersytecie Republiki. Studia porzuciła w 1969 roku.
W 1967 roku, po latach działalności politycznej, wstąpiła do lewicowej organizacji Tupamaros, prowadzącej walkę partyzancką przeciwko władzom Urugwaju. Po zamachu stanu w 1973 r., który zapoczątkował dyktaturę obywatelsko-wojskową pod rządami Juana Marii Bordaberry, Topolansky została aresztowana i osadzona w więzieniu wojskowym, gdzie poddawana była torturom fizycznym i psychicznym. Podczas swojej pracy w organizacji poznała swojego przyszłego męża José Mujicę, który ostatecznie został prezydentem Urugwaju w latach 2010–2015. Ostatecznie została powiązana z Ruchem Partycypacji Ludowej (MPP).
Ma siostrę bliźniaczkę (María Elia).